# Észak-amerikai-lemez

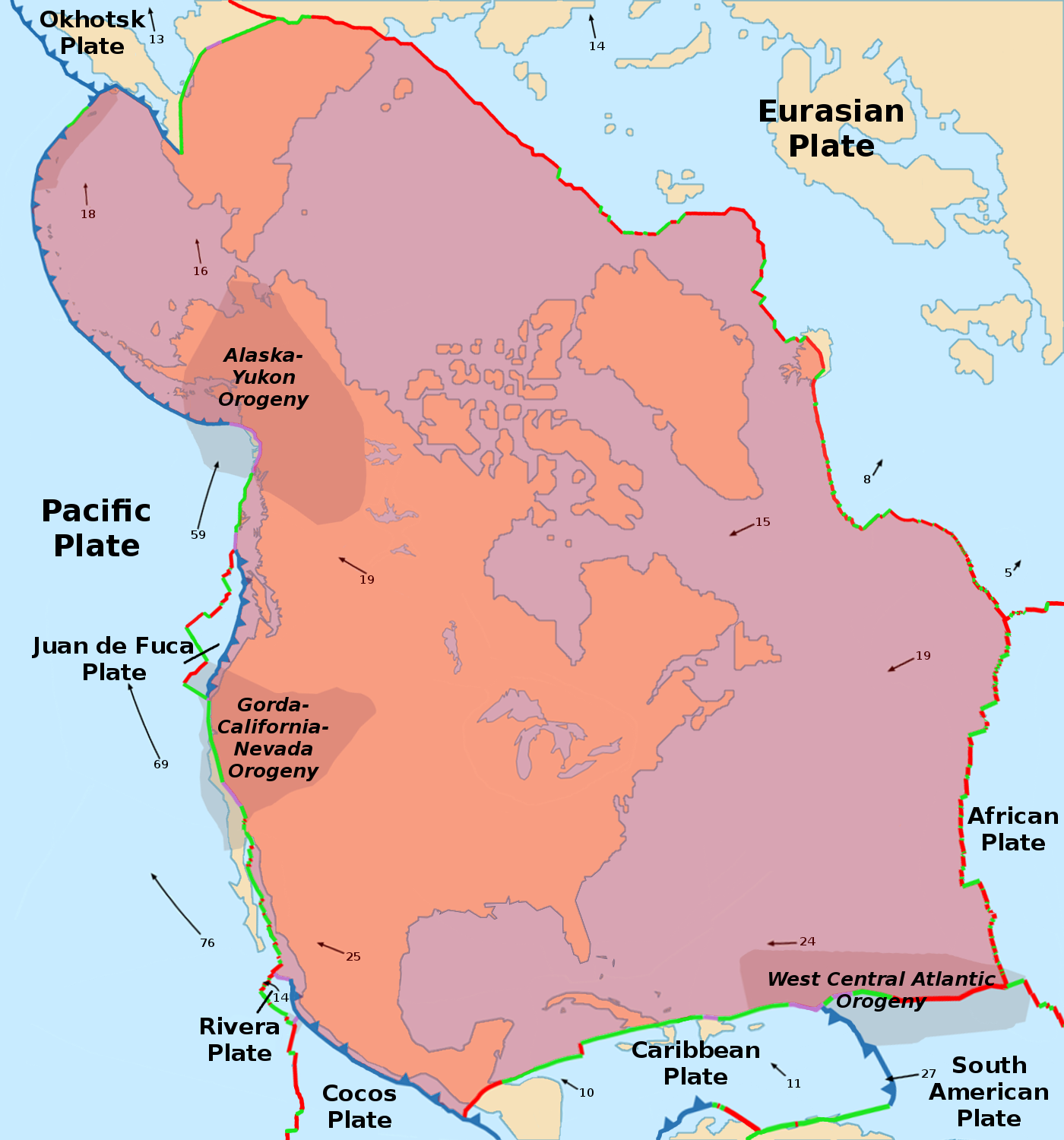
Az Észak-amerikai-lemez

Az Észak-amerikai-lemez a földkéreg egyik nagylemeze, amely egyaránt tartalmaz szárazföldi és óceáni kéregdarabokat is. Területe mintegy 75 900 000 km2, mozgásának iránya nyugati, 15-25 mm/év sebességű. A lemez magán hordozza az észak-amerikai kontinens legnagyobb részét, beleértve Grönland szigetét, valamint a kontinenssel szomszédos atlanti-óceáni és jeges-tengeri területeket, valamint Ázsia északkeleti csúcsát.

## Határok
A lemez északi határait az Eurázsiai-lemez felé a Gakkel-hátság jelöli ki a Jeges-tenger vize alatt, ami dél felé Izlandon halad keresztül, ahol már Közép-Atlanti-hátság a neve, így az Atlanti-óceán nyugati medencéje e lemezen fekszik. Az Azori-szigeteknél a Közép-Atlanti-hátságon túl a szomszédja már az Afrikai-lemez. Az északi szélesség 20°-nál a lemez véget ér, egy transzform vetővel határolódik el dél felől a Dél-amerikai-lemeztől. A déli határvonal nyugat felé tovább haladva a Puerto Rico-árok a Karib-lemez felé, majd annak részlemezével, a Gonâve mikrolemezzel határos Hispaniola és Jamaica szigeténél, majd ezeket követően a Kajmán-árok és egy transzform vető Guatemala déli határvidékén. Délkeleten a Kókusz-lemezzel határos, ahol szintén egy szubdukciós zóna, a Közép-amerikai-árok a határvonal. Nyugati irányban a határvonal folytatódik immár a legismertebb transzform vetőben, a Szent András-törésvonalban. Továbbhaladva észak felé több kisebb maradványlemez bukik alá a kontinensnek, mint az Explorer-lemez, a Juan de Fuca-lemez és a Gorda-lemez. Ezt követően újból a Csendes-óceáni-lemezzel határos, Alaszka és a Bering-tenger szomszédságában az Aleut-árok a határvonal. A lemez területe ezután benyúlik az ázsiai kontinensre, magába foglalva Csukcsföldet és kelet-Jakutföldet, egészen a Cserszkij-hegyláncig. Emellett itt található az Ohotszki-lemez, amely részlemezének tekinthető.

## Földtörténet
A lemez legősibb része a Kanadai- avagy Laurenciumi-pajzs, amely több kratonból épült fel az ősidő folyamán. Ez a pajzsterület igen nagymértékű stabilitást mutatott az elmúlt 600 millió évben, csupán emelkedett és süllyedt. A pajzs északi területeit a jégkorszak kihámozta fedő üledék alól, míg a déli részen igen vastag, korszakon átívelő üledéksor található. Az óidőben először a Kaledóniai-hegységrendszerhez tartozó hegyek gyűrődtek fel az akkori ős-Európa, vagyis Fenoszarmácia a kontinensnek ütközésével. Ezek a hegyek alkotják a mai Appalache-hegység északi részét. Ez követően gondwanai lemeztöredékek, majd maga a déli szuperkontinens ütközött a lemeznek, ezzel felgyűrve az Appalache-hegység további részeit, és létrehozva Pangeát. A jurában elkezdett kinyílni az Atlanti-óceán, amely az újidő elejére leválasztotta a kontinenst Eurázsiáról. Az újidőben Amerika nyugat felé haladva folyamatosan gyarapszik a nyugati peremein, köszönhetően az alábukó ősi óceáni kéreglemezeknek, létrehozva így a Pacifikus-hegységrendszer láncait a kontinensen. Az újidő további időszakát a medencék és parti síkságok feltöltése jellemezte, kialakítva a mai földrajzi képet.

## Yellowstone

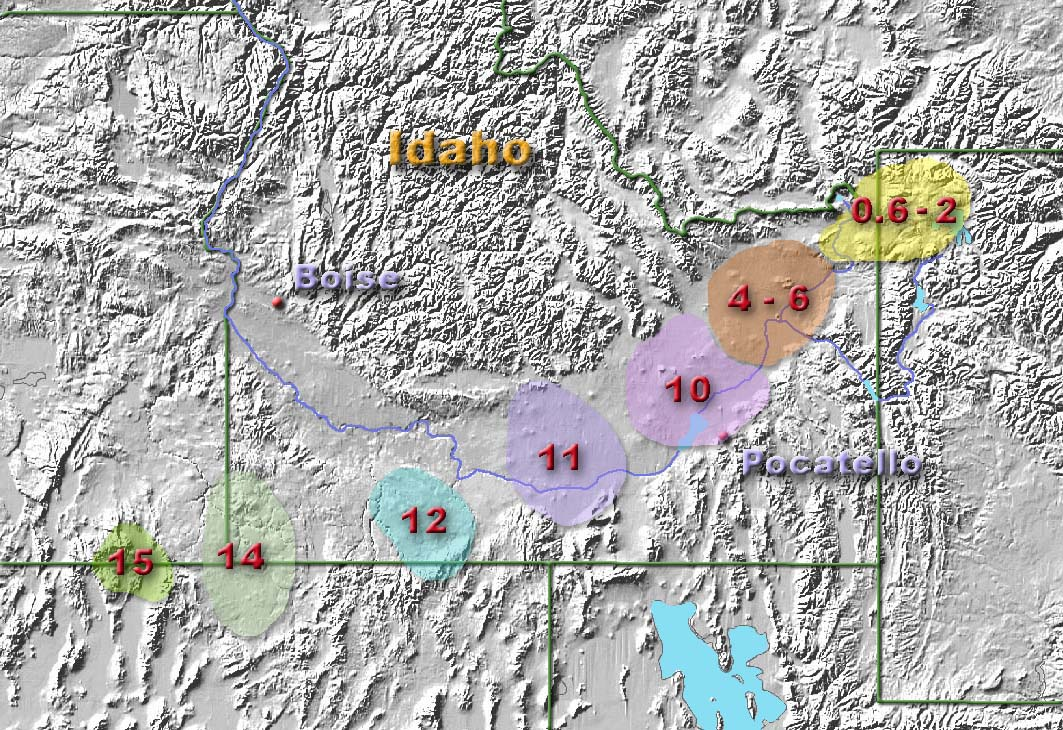
A Yellowstone forrópont szupervulkáni kitörései az elmúlt 16 millió évben

A lemez alatt több jegyzett forrópont található, amelyek a köpeny-mag határról indulva szállítják anyagukat, rendszeresen áttörve a lemezt, vulkáni formakincset hátrahagyva. A legismertebb ilyen forrópont a Yellowstone, amely esetében a működés szupervulkánként nyilvánul meg. A lemez a miocénben ért a forrópont fölé, az elmúlt 16 millió évből számos kitörés ismert a Snake-folyó síkságán egészen a Yellowstone-ig. A legutolsóra mintegy 640 000 éve került sor, amely hátrahagyta a ma ismert kalderát.